# Xã Truax, Quận Williams, Bắc Dakota
Xã Truax (tiếng Anh: Truax Township) là một xã thuộc quận Williams, tiểu bang Bắc Dakota, Hoa Kỳ. Năm 2010, dân số của xã này là 190 người.